# Везиме
Вѐзиме (на италиански: Vesime; на пиемонтски: Vesme, Везме) е село и община в Северна Италия, провинция Асти, регион Пиемонт. Разположено е на 225 m надморска височина. Населението на общината е 661 души (към 2010 г.).